# Ellen van Langen
Ellen Gezina Maria van Langen (Oldenzaal, 9 februari 1966) is een Nederlandse voormalige atlete, die zich had toegelegd op de middellange afstanden, met name de 800 m. Ze won op de Olympische Spelen van 1992 in Barcelona goud op de 800 m. Zij vestigde tijdens haar carrière zowel indoor als outdoor Nederlandse records op de 800 m en 1000 m, waarvan de 800 m outdoor nog steeds als nationaal record te boek staat.

## Biografie

### Jeugd
Ellen van Langen werd met sport grootgebracht. Zowel haar vader als enige broer brachten de liefde voor het voetbal over op haar. Tijdens haar schooltijd op het vwo (Thij College) speelde ze voetbal bij Quick '20. Door haar loopvermogen speelde ze op de rechtsbuiten-positie. In november 1983 overleed plotseling haar vader op 49-jarige leeftijd. Ellen besloot geen Russisch meer te gaan studeren, maar ging naar de HEAO in Enschede. Hierdoor kon ze langer thuis blijven wonen.
Door haar gymleraar Roland Spierenburg, zelf ooit een verdienstelijke middellangeafstandsloper, werd Van Langens hardlooptalent ontdekt. Hij moedigde haar aan om lid te worden van atletiekvereniging Fortis in Enschede. In 1986 combineerde ze de atletiek nog met het voetballen, maar in het jaar erna richtte ze zich volledig op het hardlopen. In 1988 stond ze al in de finale van de Nederlandse kampioenschappen. In 1989 werd ze voor de eerste maal als relatief onbekende Nederlandse 800 meterkampioene. Op de Europese kampioenschappen van 1990 in het Joegoslavische Split behaalde ze een vierde plaats. Met een verbetering van het Nederlands record met twee seconden naar 1.57,57 eindigde ze achter de Oost-Duitse atletes Sigrun Wodars (goud), Christine Wachtel (zilver) en de Russische Lilia Noeroetdinova (brons).

### Olympisch kampioene
Na het blessurejaar 1991, waarin Van Langen onder meer de wereldkampioenschappen miste, wist ze zich vlak voor de Spelen te herstellen. Ze behoorde zeker tot de favorieten. Eerder dat jaar was ze haar concurrentes in 800 meterraces al de baas geweest. Op de Olympische Spelen van 1992 in Barcelona won ze de 800 m in een tijd van 1.55,54, waarmee ze tevens een zeer scherp Nederlands record vestigde. Hiermee versloeg ze de Russische Lilja Noeroetdinova (zilver; 1.55,99) en de Cubaanse Ana Fidelia Quirot (brons; 1.56,80). Het was voor het eerst sinds de overwinningen van Fanny Blankers-Koen in 1948, dat Nederland op de Olympische Spelen een gouden medaille behaalde op een loopnummer. De concurrentes die wisten dat Van Langen een snelle eindsprint bezat, hadden tevergeefs geprobeerd haar te breken door met een snelle eerste 400 meter te beginnen. Die eerste 400 meter ging in 55,0 seconden. Op het 600 meterpunt lag Van Langen vijfde in de wedstrijd. Om nog onduidelijke redenen lieten haar rivalen 50 meter voor de eindstreep een gat vallen op de binnenbaan, dat Van Langen kon gebruiken om de op kop lopende Noeroetdinova voorbij te snellen.
Jaren later liet Van Langen optekenen: 
Als je je ultieme doel bereikt, kan je er nooit spijt van hebben. Ik zou het allemaal zo weer doen. Er zijn na Barcelona wel momenten geweest dat ik dacht: had ik maar geen goud gewonnen. Dan wilde ik even gewoon Ellen zijn en was ik alle aandacht moe. De gouden medaille ligt in mijn sieradenkistje. Iedereen riep na mijn overwinning in '92 dat ik een kluis moest huren. Een paar maanden later, in december, kreeg ik ineens een ingeving en ben naar de bank gegaan. Diezelfde avond werd er bij me thuis ingebroken en zijn al mijn andere medailles meegenomen.— Van Langen op Sportkroniek.nl, 30 december 2007

### Blessureleed
Na deze prestatie hinderden vele blessures tussen 1993 en 1997 een goed vervolg van Van Langens sportcarrière. Ze behaalde ondanks haar suboptimale voorbereidingen op de WK van 1995 in Göteborg een zesde plaats, maar besloot in 1998 de handdoek in de ring te gooien en een punt te zetten achter haar topsportaspiraties. "Soms zie ik mijn lichaam niet als een geheel. Dan ben ik er wel, maar mijn benen niet."
Tegenwoordig is ze actief als sportevenementen manager. Daarnaast maakte zij gedurende enkele jaren deel uit van het bestuur van de Atletiekunie. Sinds 2003 is ze ambassadeur van Right To Play. Bovendien is Van Langen ambassadeur van Stichting Hartekind.

## Kampioenschappen

### Internationale kampioenschappen
| Onderdeel | Prestatie | Titel               | Plaats    | Jaar |
| --------- | --------- | ------------------- | --------- | ---- |
| 800 m     | 1.55,54   | olympisch kampioene | Barcelona | 1992 |

### Nederlandse kampioenschappen
Outdoor
| Onderdeel | Jaar                   |
| --------- | ---------------------- |
| 800 m     | 1989, 1990, 1992, 1996 |
| 1500 m    | 1990                   |

Indoor
| Onderdeel | Jaar |
| --------- | ---- |
| 800 m     | 1989 |

## Records

### Persoonlijke records
Outdoor
| Onderdeel   | Tijd            | Datum            | Plaats    |
| ----------- | --------------- | ---------------- | --------- |
| 400 m       | 53,66           | 3 september 1989 | Groningen |
| 800 m       | 1.55,54 (NR)    | 3 augustus 1992  | Barcelona |
| 1000 m      | 2.35,21 (ex-NR) | 29 augustus 1993 | Sheffield |
| 1500 m      | 4.06,97         | 6 juli 1994      | Lausanne  |
| 1 Eng. mijl | 4.31,88         | 8 juli 1992      | Lausanne  |

Indoor
| Onderdeel | Tijd            | Datum            | Plaats       |
| --------- | --------------- | ---------------- | ------------ |
| 800 m     | 2.00,36 (ex-NR) | 19 februari 1995 | Liévin       |
| 1000 m    | 2.39,65 (ex-NR) | 21 januari 1990  | Sindelfingen |

### Nederlandse records
Outdoor
| Onderdeel | Prestatie | Datum            | Plaats    |
| --------- | --------- | ---------------- | --------- |
| 800 m     | 1.57,57   | 29 augustus 1990 | Split     |
|           | 1.56,66   | 28 juni 1992     | Hengelo   |
|           | 1.55,54   | 3 augustus 1992  | Barcelona |
| 1000 m    | 2.35,21   | 29 augustus 1993 | Sheffield |

Indoor
| Onderdeel | Prestatie | Datum            | Plaats       |
| --------- | --------- | ---------------- | ------------ |
| 1000 m    | 2.39,65   | 21 januari 1990  | Sindelfingen |
| 800 m     | 2.00,36   | 19 februari 1995 | Liévin       |

## Palmares

### 800 m
- 1989:  NK indoor - 2.08,51
- 1989:  Europacup C in Dublin - 2.01,92
- 1989:  NK - 2.09,22
- 1989:  Universiade - 1.59,82
- 1990:  NK - 2.01,57
- 1990: 4e EK - 1.57,57 (NR)
- 1992:  Adriaan Paulen Memorial - 1.56,66 (NR)
- 1992:  NK - 2.03,43
- 1992:  OS - 1.55,54 (NR)
- 1994:  Europacup C in Dublin - 2.02,97
- 1995: 6e WK - 1.58,98
- 1996:  NK - 2.01,68

### 1500 m
- 1990:  NK - 4.22,12

## Onderscheidingen
- KNAU-atlete van het jaar - 1990, 1992
- Sportvrouw van Amsterdam  - 1990, 1992[5]
- KNAU-lid van verdienste - 1992
- Nederlandse sportvrouw van het jaar - 1992
- Pahud de Mortanges Trofee - 1992

1928: Lina Radke ·
1960: Ljoedmila Sjevtsova ·
1964: Ann Packer ·
1968: Madeline Manning ·
1972: Hildegard Falck ·
1976: Tatjana Kazankina ·
1980: Nadezjda Olizarenko ·
1984: Doina Melinte ·
1988: Sigrun Wodars ·
1992: Ellen van Langen ·
1996: Svetlana Masterkova ·
2000: Maria Mutola ·
2004: Kelly Holmes ·
2008: Pamela Jelimo ·
2012: Caster Semenya ·
2016: Caster Semenya ·
2020: Athing Mu ·
2024: Keely Hodgkinson
- World Athletics: 14292174
- Nederlandse Thesaurus van Auteursnamen: 181405857
- Virtual International Authority File: 311169648
- WorldCat: E39PBJhhpBGR4CtVQbWfJwDyVC